# Палаццо Памфілі
Палаццо Памфілі (італ. Palazzo Pamphilj, Palazzo Pamphili) — палац на площі Навона у Римі. Побудований у стилі бароко в 1644–1650 роках.
Ще один палац сім'ї Дорія-Памфілі є також у Римі і третій палац знаходиться у Вальмонтоне у провінції Рима.

## Історія
У 1470 році Антоніо Памфілі купив три будинки на південній стороні площі Навона.
У 1644 році його нащадок Джованні Баттіста Памфілі стає папою Інокентієм Х (1644–1655). Він призначає Джіроламо Райнальді і пізніше Франческо Борроміні будівничими нового палацу Памфілі. Джіроламо Райнальді створює також фасад палацу. Галерею прикрашену фресками П'єтро да Кортона, великий зал та овальні сходи створює Франческо Борроміні. Інокентій Х дарує палац своїй родичці Олімпії Майдалхіні, яка мала тоді великий вплив у політиці.
23 приміщення прикрашені численними фресками відомих митців — Джіацінто Джеміньяні, Ґаспара Дюге, П'єтро Франческо Мола. Будівля має три внутрішні двори. У 1652–1672 роках у комплекс палацу вбудована церква Сант Аньєзе ін Аґоне.

## Сучасність
З 1920 року у Палаццо Памфілі знаходиться посольство Бразилії в Італії. Сама будівля перейшла у власність Бразилії в 1964 році.

## Галерея

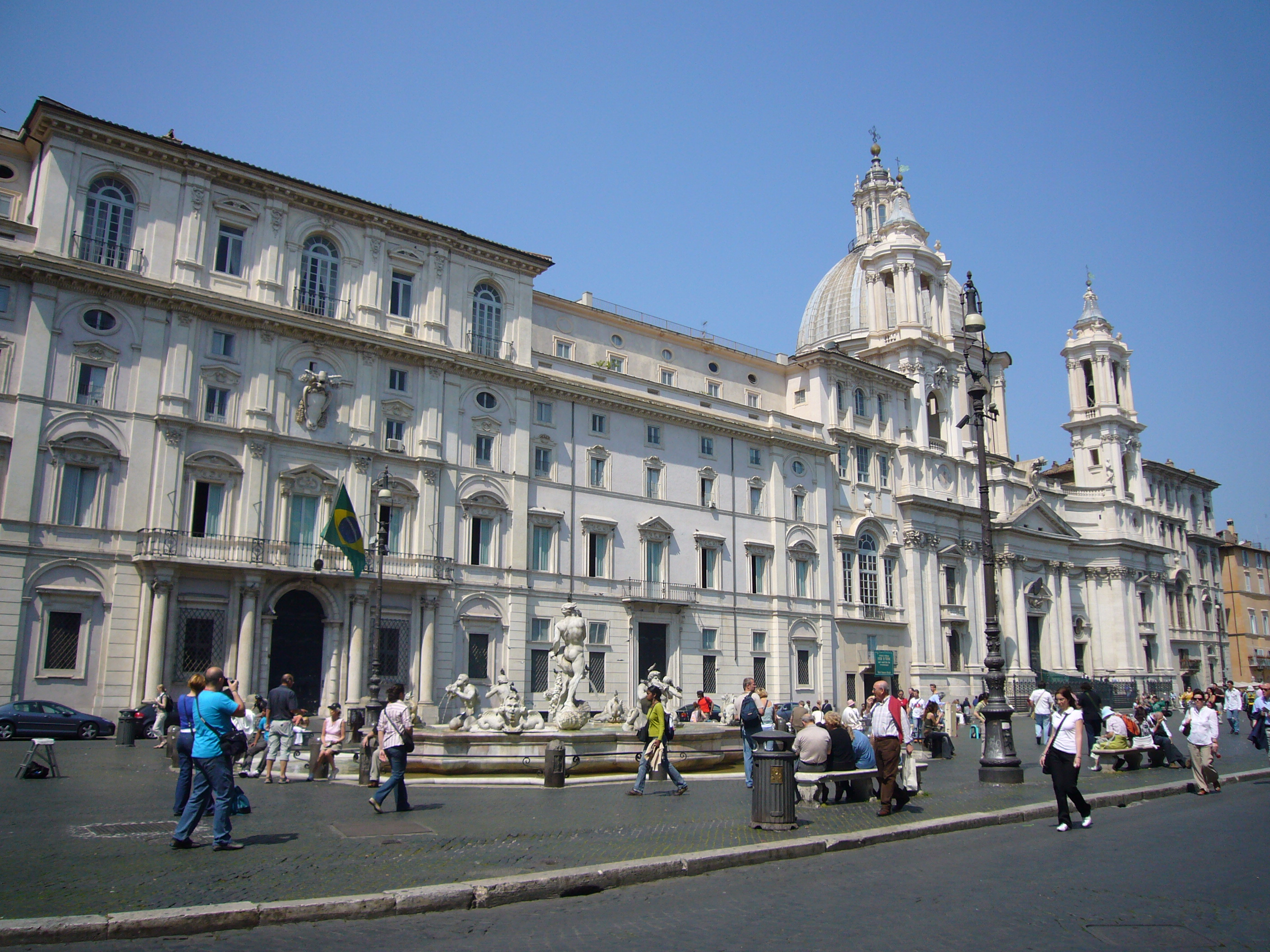
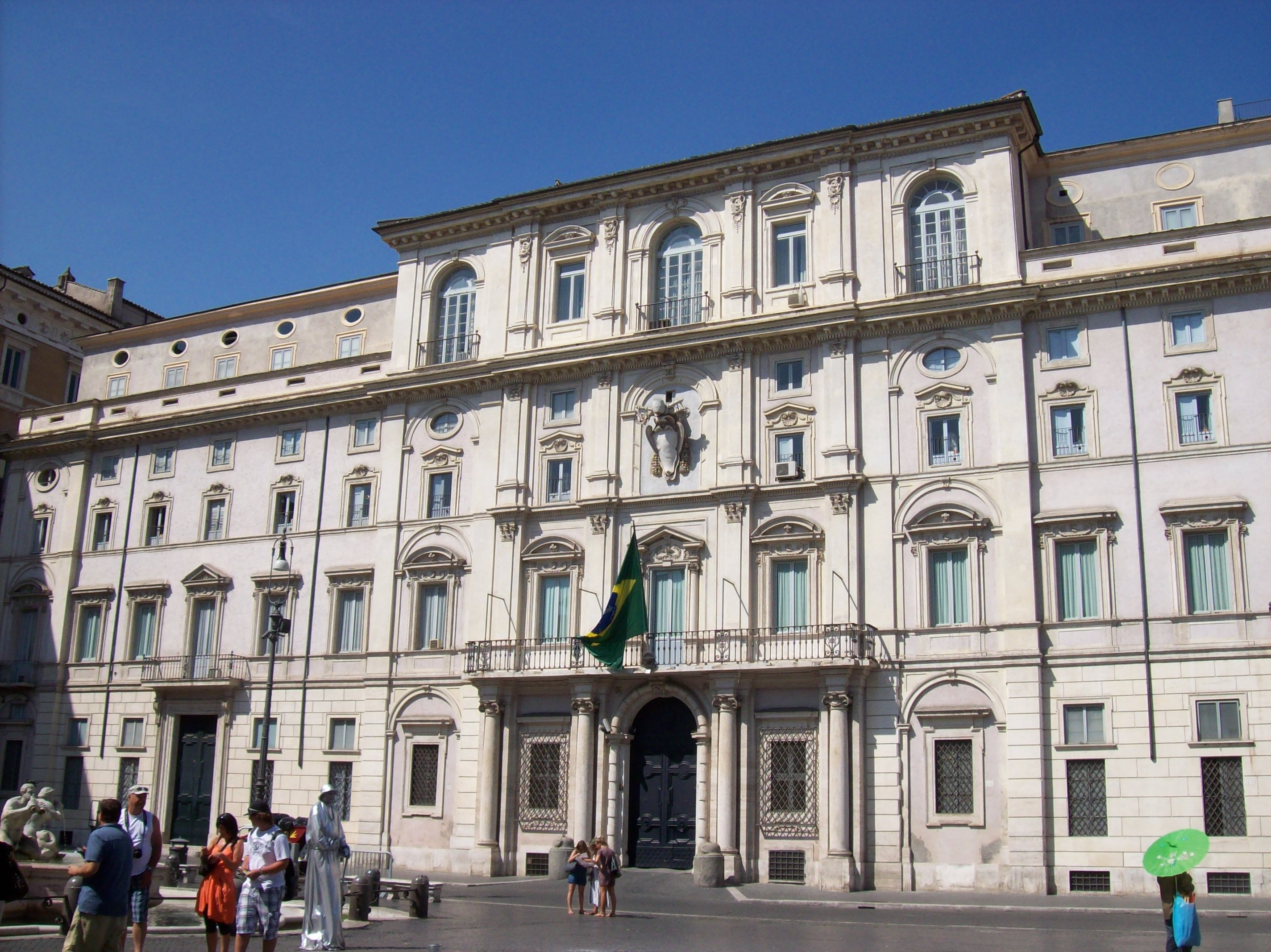
Посольство Бразилії